# Wrightoporia flava
Wrightoporia flava är en svampart som först beskrevs av Leif Ryvarden, och fick sitt nu gällande namn av A. David & Rajchenb. 1987. Wrightoporia flava ingår i släktet Wrightoporia och familjen Bondarzewiaceae.   Inga underarter finns listade i Catalogue of Life.